# 克讷林根
克讷林根是德国莱茵兰-普法尔茨州的一个市镇。总面积2.52平方公里，总人口469人，其中男性243人，女性226人（2011年12月31日），人口密度186人/平方公里。